# Roberto Sepúlveda
Roberto Sepúlveda Hermosilla (17 de agosto de 1955) es un médico y político chileno de centroderecha, se integró al partido después de su fundación Renovación Nacional (RN). 
Fue alcalde de Maipú entre 2000 a 2004 y posteriormente diputado por el distrito N.° 20 (Maipú, Estación Central y Cerrillos). En marzo de 2010 fue nombrado como Director de Servicio en el Ministerio de Salud de Chile por el presidente Sebastián Piñera, cargo que ocupó entre otros durante todo su primer gobierno. 
Desde 2016, asumió como Consejero Regional (CORE) de la Región Metropolitana, en reemplazo de Cathy Barriga, cargo que ocupó hasta 2019.

## Biografía
Hijo de 2 profesores universitarios; Néstor Sepúlveda y María Hermosilla, realizó la totalidad de sus estudios en el sistema de educación pública chilena, para posteriormente ingresar a Medicina en la Universidad de Chile titulándose de Médico en 1979, con distinción máxima.
Luego de egresar de Medicina, realizó estudios de Posgrado en Master of Business Administration, gestión y políticas públicas enfocando su trabajo a Salud y Medio Ambiente.
Se ha desempeñado como médico en el sector público y ha ocupado diversos cargos de elección popular y políticos de confianza.
Casado con Cecilia Torres, con quien tiene dos hijos: Cristián y Alejandra.

### Carrera política
Fue un destacado dirigente estudiantil en los años 1970 en la Universidad de Chile.
Elegido durante 8 años como concejal y luego en 2000 como alcalde de la comuna de Maipú por 4 años, durante los cuales destacan la creación del Liceo Nacional de Maipú, Gimnasio Municipal Fernando González y la implementación de Seguridad Comunal.
En 2005, es elegido diputado por el Distrito N.º 20, el distrito más grande de Chile, que comprende a las comunas de Maipú, Estación Central y Cerrillos, cargo que ocupa hasta 2010. Durante dicho período, presentó un sinnúmero de proyectos de Ley en materias de Salud y Medio Ambiente; siendo elegido como uno de los 3 mejores diputados por sus propios pares.
En 2010 ingresó al Ministerio de Salud, donde logró importantes metas de reconocimiento nacional, especialmente en la reducción de las listas de espera AUGE durante el 2011, alcanzando el nivel más bajo del país. 
Con posterioridad se desempeñó impulsando nuevas reformas al sistema de salud chileno, desde diversas organizaciones gubernamentales y no gubernamentales.
En 2013 compitió en las primeras elecciones directas de consejeros regionales como candidato por la circunscripción Santiago III Occidente (que incluye las comunas de Cerrillos, Estación Central y Maipú). A pesar de no ser electo en primera instancia; el 27 de julio de 2016 asumió como CORE en reemplazo de Cathy Barriga, quien renunció ese día para lanzar su candidatura como alcaldesa de Maipú.

## Historial electoral

### Elecciones municipales de 1992
- Elecciones municipales de 1992, por la alcaldía de Maipú [2]

(Se consideran sólo los 5 candidatos más votados, de un total de 32 candidatos)

### Elecciones municipales de 1996
- Elecciones municipales de 1996, por la alcaldía de Maipú [3]

(Se consideran sólo los 5 candidatos más votados, de un total de 28 candidatos)

### Elecciones municipales de 2000
- Elecciones municipales de 2000, por la alcaldía de Maipú [4]

(Se consideran sólo los 5 candidatos más votados, de un total de 22 candidatos)

### Elecciones municipales de 2004
- Elecciones municipales de 2004, por la alcaldía de Maipú[5]

### Elecciones parlamentarias de 2005
- Elecciones parlamentarias de 2005, Distrito Nº 20 (Maipú, Estación Central y Cerrillos)[6]

### Elecciones parlamentarias de 2009
- Elecciones parlamentarias de 2009, distrito nª20 (Maipú, Estación Central y Cerrillos)[7]